# Francis Willughby
Francis Willughby, född den 22 november 1635, död den 3 juli 1672, var en engelsk zoolog, far till Cassandra Willoughby.
Willughby var en av Linnés mest betydande föregångsmän på det zoologiska området. Särskilt känd blev han som medarbetare åt Rajus, vilken tillskrev honom mycket av den förtjänst, för vilken han själv hedrades. Willughbys minne bevaras genom arbetena Ornithologia (1676) och Historia piscium (1686), båda postuma. 

## Källor

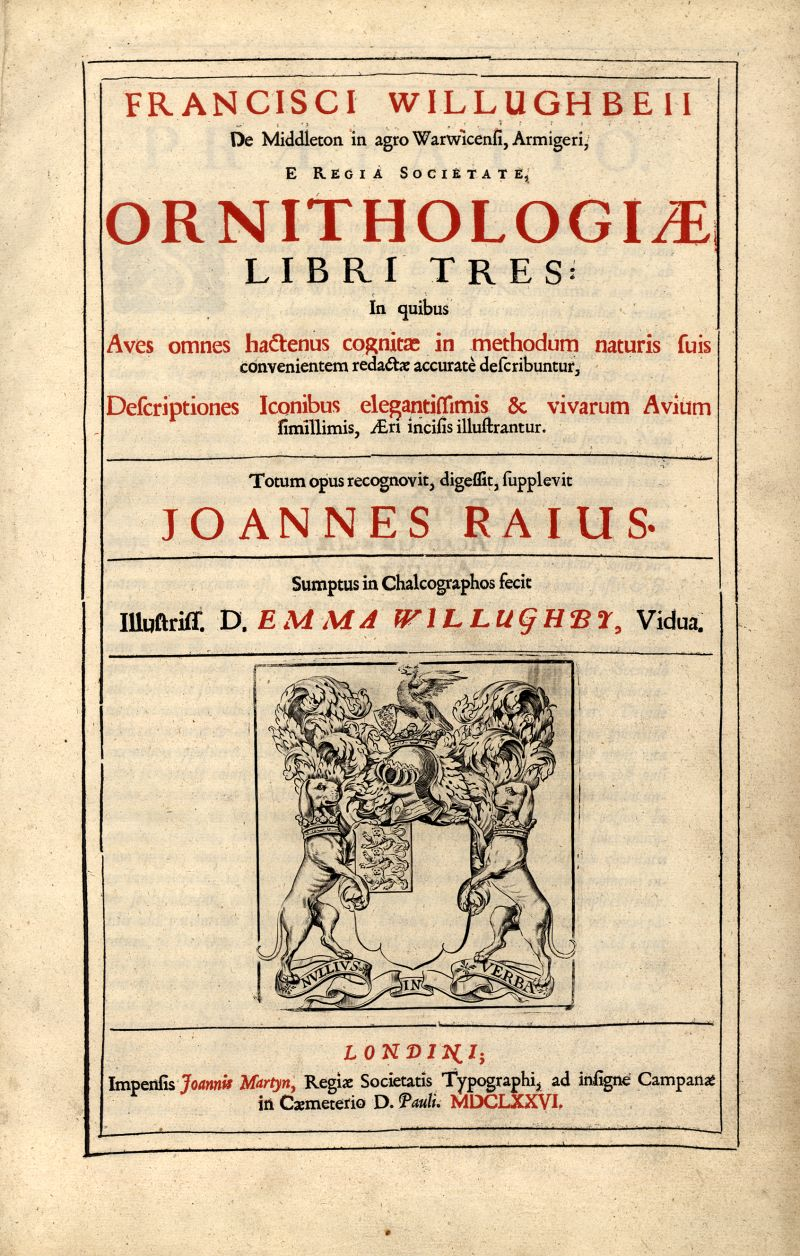
Francis Willughbys Ornithologia.
Detta verk anses vara början på den vetenskapliga ornitologin i Europa, och som revolutionerade ornitologin, genom att organisera arter efter deras fysiska egenskaper.